# ART Grand Prix
| ART Grand Prix                                       | ART Grand Prix                         |
| ---------------------------------------------------- | -------------------------------------- |
| Osnovan                                              | 1991.                                  |
| Osnivači                                             | Frédéric Vasseur Nicolas Todt          |
| Mjesto                                               | Villeneuve-La-Guyard, Yonne, Francuska |
| Trenutna prvenstva                                   |                                        |
| FIA Formula 2 prvenstvo                              |                                        |
| FIA Formula 3 prvenstvo                              |                                        |
| Deutsche Tourenwagen Masters                         |                                        |
| Formula Regional European Championship               |                                        |
| Bivša prvenstva                                      |                                        |
| Francuska Formula 3 (1997. − 2002.)                  |                                        |
| Francuska Formula Renault 2.0 (2001. − 2003.)        |                                        |
| Formula Renault Eurocup (2002. − 2003., 2020.)       |                                        |
| Euro Formula 3 (2003. − 2010.)                       |                                        |
| GP2 Series (2005. − 2016.)                           |                                        |
| GP2 Asia Series (2008. − 2011.)                      |                                        |
| GP3 Series (2010. − 2018.)                           |                                        |
| Blancpain Endurance Series (2013. − 2014.)           |                                        |
| Sjevernoeuropska Formula Renault 2.0 (2013. − 2015.) |                                        |
| European Le Mans Series (2014.)                      |                                        |
| GT4 European Series (2017.)                          |                                        |
| FFSA GT prvenstvo                                    |                                        |

ART Grand Prix je francuska momčad koja se natječe u FIA Formula 2 prvenstvu, FIA Formula 3 prvenstvu i Deutsche Tourenwagen Masters prvenstvu. Momčad su osnovali Frédéric Vasseur i Nicolas Todt 1991. pod imenom ASM. Momčad se u prošlosti natjecala u mnogim automobilističkim prvenstvima, a 2011. i 2012. u GP2 seriji je nastupala pod imenom Lotus GP i Lotus ART, zbog sponzorstva s britanskim proizvođačem sportskih i trkaćih automobila Lotus. 

## Naslovi

### Vozački
| Francuska Formula 3           | Francuska Formula 3 |
| ----------------------------- | ------------------- |
| 1998.                         | David Saelens       |
| 2002.                         | Tristan Gommendy    |
| Francuska Formula Renault 2.0 |                     |
| 2002.                         | Alexandre Prémat    |
| Euro Formula 3                |                     |
| 2004.                         | Jamie Green         |
| 2005.                         | Lewis Hamilton      |
| 2006.                         | Paul di Resta       |
| 2007.                         | Romain Grosjean     |
| 2008.                         | Nico Hülkenberg     |
| 2009.                         | Jules Bianchi       |
| GP2 Series                    |                     |
| 2005.                         | Nico Rosberg        |
| 2006.                         | Lewis Hamilton      |
| 2009.                         | Nico Hülkenberg     |
| 2015.                         | Stoffel Vandoorne   |
| GP2 Asia Series               |                     |
| 2008.                         | Romain Grosjean     |
| GP3 Series                    |                     |
| 2010.                         | Esteban Gutiérrez   |
| 2011.                         | Valtteri Bottas     |
| 2015.                         | Esteban Ocon        |
| 2016.                         | Charles Leclerc     |
| 2017.                         | George Russell      |
| FIA Formula 2 prvenstvo       |                     |
| 2018.                         | George Russell      |
| 2019.                         | Nyck de Vries       |
| Formula Renault Eurocup       |                     |
| 2020.                         | Victor Martins      |

### Momčadski
| Prvenstvo               | Sezone                       |
| ----------------------- | ---------------------------- |
| Francuska Formula 3     | 1998., 2002.                 |
| Euro Formula 3          | 2005. − 2009.                |
| GP2 Series              | 2005. − 2006., 2009., 2015.  |
| GP2 Asia Series         | 2008.                        |
| GP3 Series              | 2010. − 2013., 2015. − 2018. |
| Formula Renault Eurocup | 2020.                        |

## Vanjske poveznice
- art-grandprix.com.fr - Official website